# Triaspis anomala
Triaspis anomala är en stekelart som beskrevs av Charles Thomas Brues 1939. Triaspis anomala ingår i släktet Triaspis och familjen bracksteklar. Inga underarter finns listade i Catalogue of Life.